# Sailor (single)
Sailor is de vierde single van de Britse muziekgroep Sailor. De single werd door het succes van hun eerste single Traffic Jam in eerste instantie alleen in Nederland uitgebracht. Later volgde ook het Verenigd Koninkrijk. Ook deze single had succes door uitgebreide airplay en het filmpje in Toppop. Buiten Nederland blijft het succes gering.
Sailor handelt over het leven als zeeman; de band trad dan ook steevast op in matrozenpakjes, verkleedpartijen hoorden nu eenmaal bij de glamrock. Als B-kant kreeg de single Blame It On The Soft Spot mee (in Engeland Open Up The Door).
Sailor kent twee versies, een ongecensureerde en een gecensureerde. Het oorspronkelijke liedje gaat over het bezoeken van de rosse buurt. Beide liedjes verschenen op het muziekalbum Sailor.

## Hitnoteringen
| "Sailor" in de Nederlandse Top 40 binnen: 08-02-1975 | "Sailor" in de Nederlandse Top 40 binnen: 08-02-1975 | "Sailor" in de Nederlandse Top 40 binnen: 08-02-1975 | "Sailor" in de Nederlandse Top 40 binnen: 08-02-1975 | "Sailor" in de Nederlandse Top 40 binnen: 08-02-1975 | "Sailor" in de Nederlandse Top 40 binnen: 08-02-1975 | "Sailor" in de Nederlandse Top 40 binnen: 08-02-1975 | "Sailor" in de Nederlandse Top 40 binnen: 08-02-1975 | "Sailor" in de Nederlandse Top 40 binnen: 08-02-1975 | "Sailor" in de Nederlandse Top 40 binnen: 08-02-1975 | "Sailor" in de Nederlandse Top 40 binnen: 08-02-1975 | "Sailor" in de Nederlandse Top 40 binnen: 08-02-1975 |
| Week                                                 | 1                                                    | 2                                                    | 3                                                    | 4                                                    | 5                                                    | 6                                                    | 7                                                    | 8                                                    | 9                                                    | 10                                                   |                                                      |
| ---------------------------------------------------- | ---------------------------------------------------- | ---------------------------------------------------- | ---------------------------------------------------- | ---------------------------------------------------- | ---------------------------------------------------- | ---------------------------------------------------- | ---------------------------------------------------- | ---------------------------------------------------- | ---------------------------------------------------- | ---------------------------------------------------- | ---------------------------------------------------- |
| Nummer                                               | 24                                                   | 11                                                   | 5                                                    | 2                                                    | 2                                                    | 4                                                    | 7                                                    | 11                                                   | 19                                                   | 37                                                   | uit                                                  |

| "Sailor" in de Nederlandse Single Top 100 binnen: 08-02-1975 | "Sailor" in de Nederlandse Single Top 100 binnen: 08-02-1975 | "Sailor" in de Nederlandse Single Top 100 binnen: 08-02-1975 | "Sailor" in de Nederlandse Single Top 100 binnen: 08-02-1975 | "Sailor" in de Nederlandse Single Top 100 binnen: 08-02-1975 | "Sailor" in de Nederlandse Single Top 100 binnen: 08-02-1975 | "Sailor" in de Nederlandse Single Top 100 binnen: 08-02-1975 | "Sailor" in de Nederlandse Single Top 100 binnen: 08-02-1975 | "Sailor" in de Nederlandse Single Top 100 binnen: 08-02-1975 | "Sailor" in de Nederlandse Single Top 100 binnen: 08-02-1975 | "Sailor" in de Nederlandse Single Top 100 binnen: 08-02-1975 |
| Week                                                         | 1                                                            | 2                                                            | 3                                                            | 4                                                            | 5                                                            | 6                                                            | 7                                                            | 8                                                            | 9                                                            |                                                              |
| ------------------------------------------------------------ | ------------------------------------------------------------ | ------------------------------------------------------------ | ------------------------------------------------------------ | ------------------------------------------------------------ | ------------------------------------------------------------ | ------------------------------------------------------------ | ------------------------------------------------------------ | ------------------------------------------------------------ | ------------------------------------------------------------ | ------------------------------------------------------------ |
| Nummer                                                       | 22                                                           | 9                                                            | 4                                                            | 3                                                            | 2                                                            | 4                                                            | 6                                                            | 10                                                           | 15                                                           | uit                                                          |

### NPO Radio 2 Top 2000
| Nummer met noteringen in de NPO Radio 2 Top 2000 | '99  | '00  | '01  | '02  | '03  | '04  | '05  | '06  | '07 | '08  | '09  | '10  | '11  | '12  |
| ------------------------------------------------ | ---- | ---- | ---- | ---- | ---- | ---- | ---- | ---- | --- | ---- | ---- | ---- | ---- | ---- |
| Sailor                                           | 1421 | 1352 | 1439 | 1276 | 1319 | 1427 | 1486 | 1545 | -   | 1774 | 1578 | 1787 | 1966 | 1997 |

1. ↑  Een '-' betekent dat het nummer niet was genoteerd en een vetgedrukt getal geeft de hoogste notering aan.
2. ↑  Deze tabel is bijgewerkt tot en met de laatste editie (2024).